# Polynôme de Shapiro
Pour les articles homonymes, voir Shapiro.

Zéros du polynôme de degré 255.

En analyse de Fourier, les polynômes de Shapiro, étudiés par Harold S. Shapiro en 1951 dans l'étude de l'amplitude des polynômes trigonométriques, sont des polynômes {\displaystyle P_{n}(z)} et {\displaystyle Q_{n}(z)} définis par la relation de récurrence :
{\displaystyle P_{0}(z)=Q_{0}(z)=1}
{\displaystyle P_{n+1}(z)=P_{n}(z)+z^{2^{n}}Q_{n}(z)}
{\displaystyle Q_{n+1}(z)=P_{n}(z)-z^{2^{n}}Q_{n}(z)}
Ces polynômes vérifient la propriété :
{\displaystyle |P_{n}(z)|^{2}+|Q_{n}(z)|^{2}=2^{n+1}}
pour z sur le cercle unité.
Ces polynômes ont des applications en traitement du signal pour leurs bonnes propriétés d'autocorrélation et leurs valeurs petites sur le cercle unité.

## Définitions
Les premiers polynômes de Shapiro sont :
{\displaystyle {\begin{aligned}P_{1}(x)&{}=1+x\\P_{2}(x)&{}=1+x+x^{2}-x^{3}\\P_{3}(x)&{}=1+x+x^{2}-x^{3}+x^{4}+x^{5}-x^{6}+x^{7}\\...\\Q_{1}(x)&{}=1-x\\Q_{2}(x)&{}=1+x-x^{2}+x^{3}\\Q_{3}(x)&{}=1+x+x^{2}-x^{3}-x^{4}-x^{5}+x^{6}-x^{7}\\...\\\end{aligned}}}
On peut également définir les polynômes de Shapiro par la suite de Rudin-Shapiro : pour {\displaystyle (a_{n})_{n\in \mathbb {N} }}, alors :
{\displaystyle P_{n}(z)=\sum _{k=0}^{2^{n}-1}a_{k}z^{k},\ Q_{n}(z)=(-1)^{n}\sum _{k=0}^{2^{n}-1}a_{k}z^{2^{n}-1-k}=(-1)^{n}z^{2^{n}-1}P_{n}({\frac {1}{z}})}